# المدرسة البريطانية - الخبيرات
المدرسة البريطانية - الخبيرات هي مدرسة بريطانية خاصة تقع في أبوظبي، الإمارات.

## الروابط الخارجية
1. ↑  British School Al Khubairat, Dubaifaqs نسخة محفوظة 09 يوليو 2017 على موقع واي باك مشين.
2. ↑  The British School, Al Khubairat, Council of British International Schools. [وصلة مكسورة] نسخة محفوظة 09 2يناير3 على موقع واي باك مشين.

- School website